# Turrisitala normalis
Turrisitala normalis är en snäckart som beskrevs av Tom Iredale 1933. Turrisitala normalis ingår i släktet Turrisitala och familjen Helicarionidae. Inga underarter finns listade i Catalogue of Life.